# Outer Range
Outer Range ist eine US-amerikanische Neo-Western-Mystery-Fernsehserie von 15 Folgen und mit Josh Brolin und Imogen Poots in den Hauptrollen. Die Serie handelt von einem Rancher, der auf seinem Land eine übernatürliche Entdeckung macht.
Die erste Staffel wurde ab dem 15. April 2022 auf Prime Video gezeigt, die zweite Staffel ab dem 16. Mai 2024. Trotz guter Kritiken und hoher Zugriffszahlen wurde im Juli 2024 das Aus der Serie, die eine Zeitlang als Yellowstone-Nachfolger gehandelt wurde, verkündet.

## Inhalt
Royal Abbott ist ein Rancher in Wyoming. Der Viehzüchter lebt mit seiner Frau Cecila, seinen zwei Söhnen Rhett und Perry sowie Perrys Tochter Amy in der Nähe der Kleinstadt Wabang, Amelia County. Amys Mutter und Perrys Frau Rebecca ist seit neun Monaten verschwunden, niemand weiß etwas über ihren Verbleib.
Das Land und die Rinder sind Royal das Wichtigste. In unmittelbarer Nachbarschaft liegen die Ländereien der Tillersons, die Anspruch auf einen Teil der Abbott Ranch erheben. Eines Tages entdeckt Royal auf seinem Land ein großes kreisrundes Loch im Rasen, das zu gleichmäßig ist, um natürlichen Ursprungs zu sein und das keinen Boden zu haben scheint. Zur gleichen Zeit taucht eine junge Camperin auf, die sich als Autumn Rivers vorstellt und einen Platz zum Übernachten sucht. Auch sie scheint ein Geheimnis zu verbergen und hat an Royal und seiner Familie übermäßiges Interesse.
Bei einer Kneipenschlägerei prügelt Perry den Ältesten der Tillerson-Söhne zu Tode. Um es zu vertuschen, wirft Royal die Leiche in das Loch. Doch Tage später taucht sie wieder auf und Sheriff Joy kommt den Abbotts auf die Schliche. Die merkwürdigen Ereignisse in Zusammenhang mit dem Loch häufen sich und es scheint, als sei es eine Art Tor, durch das man vor und zurück in der Zeit reisen kann, doch ohne Einfluss, zu welchem Zeitpunkt man wieder auftaucht.

## Hintergrund
Die Serie, hinter der unter anderem Brad Pitt als Executive Producer steht, markiert Josh Brolins erste Serienhauptrolle seit 30 Jahren. Er wurde im Jahre 2020 für die Hauptrolle angekündigt. Im Dezember 2020 wurden neben Brolin Lewis Pullman, Noah Reid, Shaun Sipos, Imogen Poots, Lili Taylor, Tamara Podemski, Tom Pelphrey und Isabel Arraiza gecastet.
Die Dreharbeiten der ersten Staffel erfolgten vom 11. Januar 2021 bis 24. Juni 2021 unter anderem in Las Vegas und Albuquerque, New Mexico, die der zweiten Staffel, für die Brian Watkins von Charles Murray als Showrunner abgelöst wurde, ab April 2023.
Als bekannt wurde, dass die Serie nicht fortgesetzt werden solle, reagierte Hauptdarsteller Josh Brolin empört und mit Unverständnis. Er bezeichnete die Absetzung als „Fauxpas“.

## Besetzung und Synchronisation
Die deutschsprachige Synchronisation erfolgte durch die Speeech Audiolingual Labs nach einem Dialogbuch von Michael Nowka und Hans Schneck und unter der Dialogregie von Hans Schneck.
| Rolle              | Schauspieler            | Synchronsprecher     |
| ------------------ | ----------------------- | -------------------- |
| Royal Abbott       | Josh Brolin             | Klaus-Dieter Klebsch |
| Autumn Rivers      | Imogen Poots            | Lena Conrad          |
| Cecilia Abbott     | Lili Taylor             | Caroline Ebner       |
| Perry Abbott       | Tom Pelphrey            | Markus Pfeiffer      |
| Rhett Abbott       | Lewis Pullman           | Felix Mayer          |
| Amy Abbott         | Olive Elise Abercrombie | Charlotte Riedel     |
| Deputy Sheriff Joy | Tamara Podemski         | Stefanie Dischinger  |
| Billy Tillerson    | Noah Reid               | Maximilian Belle     |
| Luke Tillerson     | Shaun Sipos             | Xiduo Zhao           |
| Wayne Tillerson    | Will Patton             | Holger Schwiers      |
| Maria Olivares     | Isabel Arraiza          | Viviana Schmidt      |
| Patricia Tillerson | Deirdre O’Connell       | Angelika Bender      |
| Martha Hawk        | MorningStar Angeline    | Enea Boschen         |

## Episodenliste

### Staffel 1
| Nr. (ges.) | Nr. (St.) | Deutscher Titel | Originaltitel | Erstausstrahlung USA | Deutschsprachige Erstveröffentlichung (D) | Regie               | Drehbuch                        |
| ---------- | --------- | --------------- | ------------- | -------------------- | ----------------------------------------- | ------------------- | ------------------------------- |
| 1          | 1         | Die Leere       | The Void      | 15. Apr. 2022        | 15. Apr. 2022                             | Alonso Ruizpalacios | Brian Watkins                   |
| 2          | 2         | Das Land        | The Land      | 15. Apr. 2022        | 15. Apr. 2022                             | Alonso Ruizpalacios | Brian Watkins                   |
| 3          | 3         | Die Zeit        | The Time      | 22. Apr. 2022        | 22. Apr. 2022                             | Jennifer Getzinger  | Zev Borow                       |
| 4          | 4         | Der Verlust     | The Loss      | 22. Apr. 2022        | 22. Apr. 2022                             | Jennifer Getzinger  | Brian Watkins, Lucy Thurber     |
| 5          | 5         | Der Boden       | The Soil      | 29. Apr. 2022        | 29. Apr. 2022                             | Amy Seimetz         | Dominic Orlando, Naledi Jackson |
| 6          | 6         | Die Familie     | The Family    | 29. Apr. 2022        | 29. Apr. 2022                             | Amy Seimetz         | Dominic Orlando, Lucy Thurber   |
| 7          | 7         | Das Unbekannte  | The Unknown   | 6. Mai 2022          | 6. Mai 2022                               | Lawrence Trilling   | Zev Borow, Brian Watkins        |
| 8          | 8         | Der Westen      | The West      | 6. Mai 2022          | 6. Mai 2022                               | Lawrence Trilling   | Brian Watkins                   |

### Staffel 2
| Nr. (ges.) | Nr. (St.) | Deutscher Titel             | Originaltitel           | Erstausstrahlung USA | Deutschsprachige Erstveröffentlichung (D/A/CH) | Regie                 | Drehbuch                                                         |
| ---------- | --------- | --------------------------- | ----------------------- | -------------------- | ---------------------------------------------- | --------------------- | ---------------------------------------------------------------- |
| 9          | 1         | Eine Nacht in Wabang        | One Night in Wabang     | 16. Mai 2024         | 16. Mai 2024                                   | Gwyneth Horder-Payton | Cameron Litvack, Glenise Mullins                                 |
| 10         | 2         | Spuren nach Irgendwo        | Traces to Somewhere     | 16. Mai 2024         | 16. Mai 2024                                   | Gwyneth Horder-Payton | Dagny Atencio Looper, Jenna Westover, Doug Petri, Marilyn Thomas |
| 11         | 3         | Die Zeit heilt keine Wunden | Everybody Hurts         | 16. Mai 2024         | 16. Mai 2024                                   | Deborah Kampmeier     | Dagny Atencio Looper, Glenise Mullins                            |
| 12         | 4         | Ode an die Freude           | Ode to Joy              | 16. Mai 2024         | 16. Mai 2024                                   | Blackhorse Low        | Aïda Mashaka Croal, Randy Redroad                                |
| 13         | 5         | Die Welt ist eine Bühne     | All the World's A Stage | 16. Mai 2024         | 16. Mai 2024                                   | Deborah Kampmeier     | Doug Petri, Randy Redroad                                        |
| 14         | 6         | Das Geräusch der Zeit       | Do-Si-Do                | 16. Mai 2024         | 16. Mai 2024                                   | Josh Brolin           | Aïda Mashaka Croal, Marilyn Thomas                               |
| 15         | 7         | Das Ende der Unschuld       | The End of Innocence    | 16. Mai 2024         | 16. Mai 2024                                   | Catriona McKenzie     | Cameron Litvack, Jenna Westover                                  |

## Rezeption

### Kritiken
Die Serie erhielt weitgehend positive Kritiken. Bei Rotten Tomatoes sind 85 % der Kritiken positiv, die Publikumsbewertung ist zu 73 % positiv. Bei Metacritic erhält Outer Range eine Bewertung von 63/100, basierend auf 32 Rezensionen. Die Nutzerwertung liegt bei 6.9, basierend auf 91 Stimmen.
Oliver Kaever lobt die Serie im Spiegel als „düsteres Western-Drama mit bizarren Twin Peaks-Wendungen“ und bezeichnet sie als „Mix aus Genres, die eigentlich nicht zusammenzupassen scheinen.“ Kaever zieht Parallelen zur gesellschaftspolitischen Gegenwart, denn die Serie kommentiere „unsere atemlose, unüberschaubar zerklüftete Gegenwart so treffend.“ Für Brolin markiere die Serie „nach gut zehn Jahren in einem Karrieretief ... die triumphale Rückkehr ... zu alter Form.“
Matthias Kalle meint in der Zeit, die Serie zeige, „was das Genre [Western] abseits von Nostalgie und Klischees wirklich kann.“ Sie sei „mit Werken von H. P. Lovecraft, Stephen King und Cormac McCarthy verglichen worden“ und es sei „eine große Freude, den Schauspielerinnen und Schauspielern aus Outer Range bei ihrer Arbeit zuzuschauen.“
Auch Patrick Heidmann lobt die Serie in der taz als „hochwertiger als vieles, was sich dieser Tage sonst streamen lässt“ und hebt auch das Schauspieler-Ensemble sowie die Filmmusik hervor. Er kritisiert allerdings das Tempo als „frustrierend schleppend“ und führt aus, die Plot-Twists kämen „zu zögerlich und vor allem zu spät“ und die Serie verliere sich „in Andeutungen, scheinbar wahllosen Verschrobenheiten ... und mitunter arg gestelzten Monologen“.